# Polypodium pumilum
Polypodium pumilum là một loài thực vật có mạch trong họ Polypodiaceae. Loài này được Brause miêu tả khoa học đầu tiên.